# Jules Grévy
Jules Grévy, född 15 augusti 1807 i Mont-sous-Vaudrey i Jura, död där 9 september 1891, var en fransk politiker, franska republikens president 1879 till 1887.
Grévy studerade juridik i Paris och inskrevs 1837 bland advokaterna vid Cour royale. Han fick snart rykte som en av Paris skickligaste advokater. År 1848 kallades han att representera sin hembygd i den konstituerande nationalförsamlingen, där han slöt sig till republikanska vänstern. Han visade sig inom kort vara en av det demokratiska partiets främsta talare. Invald i lagstiftande församlingen, uppträdde Grévy med kraft mot prins Louis Napoléons envåldsplaner. Efter statskuppen 2 december 1851 drog sig Grévy tillbaka från det politiska livet och återupptog sin juridiska verksamhet. 
År 1868 utsågs han till bâtonnier (president) för advokatståndet i Paris. Vid ett partiellt val samma år liksom vid de allmänna valen 1869 till lagstiftande kåren segrade Grévy över de officiella kandidaterna i departementet Jura. Utan att låta sig imponeras av Napoleons frontförändring 1869 till förmån för ett mera konstitutionellt styrelsesätt uppträdde han skarpt mot återinförandet av folkomröstningen, under förklaring att den skulle "koncentrera makten i kejsarens händer" och "döma nationen till overksamhet eller revolution". I juli 1870 röstade Grévy mot krigsförklaringen mot Preussen. Den 8 februari 1871 invaldes han i nationalförsamlingen (i Bordeaux), som utsåg honom till sin president. En av hans första åtgärder var att framlägga ett förslag att nationalförsamlingen skulle utnämna Thiers till chef för verkställande makten. Till följd av att högern den 1 april 1873 protesterade emot att han återkallade en av dess medlemmar till ordningen, avsade han sig följande dag uppdraget att leda församlingens förhandlingar. Mot monarkisterna utgav Grévy samma år broschyren Le gouvernement nécessaire. Den 20 februari 1876 valdes Grévy till medlem av deputeradekammaren och 13 mars samma år till dess president, och denna hederspost innehade han till kammarens upplösning i juni 1877. Återvald till deputerad 14 oktober samma år, utsågs han den 12 november ånyo till kammarens president. Efter Mac Mahons avgång valdes Grévy den 30 januari 1879, med 563 röster (av 713), till republikens president. Grévys val hälsades med glädje överallt i Frankrike, och de förhoppningar man knöt vid detsamma bekräftades redan av Grévys skrivelse den 6 februari samma år till kamrarna. Han förklarade nämligen, att han aldrig skulle handla i strid med folkets vilja, och att styrelsens omsorger framför allt skulle inriktas på armén, förvaltningen och upprätthållandet av ett gott förhållande till främmande makter. Som president sökte han förverkliga det parlamentariska styrelsesättet, av vilket han alltid var en anhängare. den 28 december 1885 återvaldes Grévy, med 457 röster (av 589), till republikens president för sju år. 
Men snart därefter började den åldrande mannen ådra sig allmän impopularitet genom slapp eftergivenhet för sin måg Daniel Wilson, som sålde ordnar. Skandalen nådde slutligen en sådan höjd, att efter kabinettet Rouviers fall (19 november 1887) ingen ville åta sig att bilda en ny ministär. Då nödgades slutligen den 80-årige presidenten, efter envist motstånd, avsäga sig sin värdighet den 2 december 1887. Han drog sig fullkomligt tillbaka från det politiska livet. Hans Discours politiques et judiciaires utgavs 1888 i 2 band av Delabrousse. 
En staty (av Falguière) över Grévy restes i Dôle 1893 och en annan i Mont-sous-Vaudrey 1894.
Grevyzebran är namngiven efter honom.